# Nagekeo (kabupaten)

Nagekeo es un kabupaten de la isla de Flores, provincia de Nusa Tenggara Oriental, Indonesia. Su capital es Mbay.
Nagekeo tiene una extensión de 1.416,96 km² y su población en 2008 era de 124.992 habitantes.
- Datos: Q14144
- Multimedia: Nagekeo Regency / Q14144